# Muiredach-Kreuz

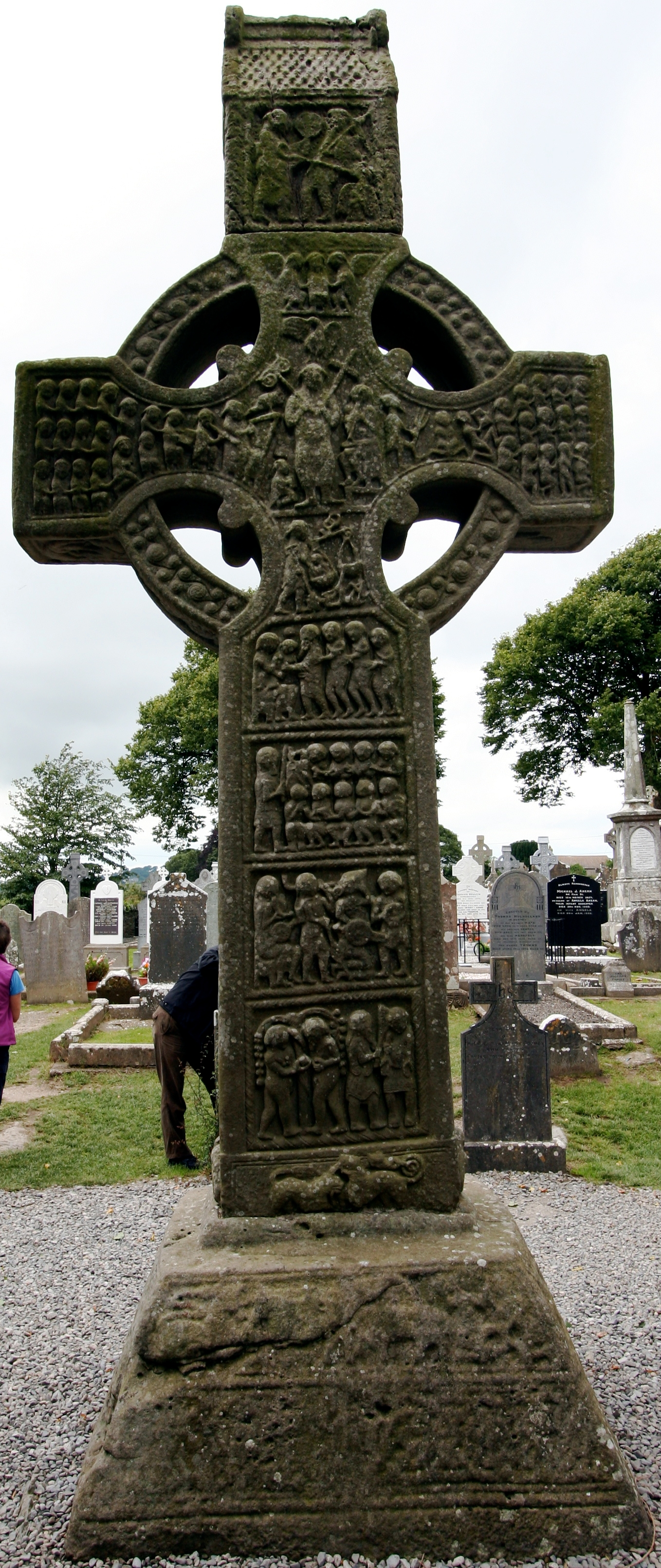
Muiredach-Kreuz, östliche Ansicht

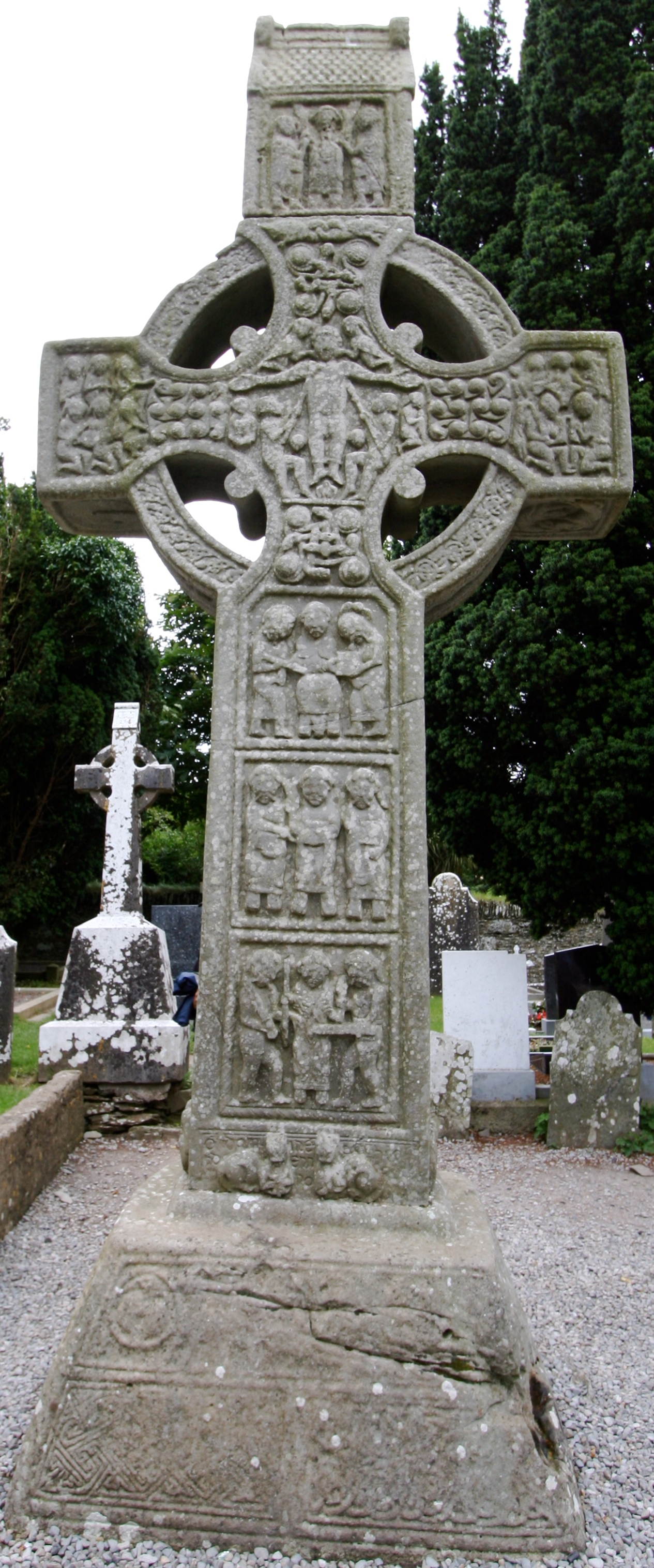
Muiredach-Kreuz, westliche Ansicht

Das Muiredach-Kreuz (irisch Cros Mhuireadaigh) ist ein Keltenkreuz in der ehemaligen Abtei Monasterboice im County Louth in Irland. Es ist etwa 5,8 Meter hoch und entstand wahrscheinlich im frühen 10. Jahrhundert. Das Kreuz enthält zahlreiche biblische Szenen auf allen Flächen und gilt als das eindrucksvollste bekannte Zeugnis der frühen irischen Steinmetzkunst.

## Datierung
Das Kreuz wurde von einem Muiredach errichtet, wie eine altirische Inschrift an der Westseite verrät: OR (= OROIT) DO MUIREDACH LAS NDERNAD I (= IN) CHROS(SA) („ein Gebet für Muiredach, von dem das Kreuz gemacht wurde“). Man nimmt an, dass es sich hierbei um Muiredach mac Domhnall handelt, einem der meistverehrten Äbte des Klosters. Muiredach starb 922/923, so dass als Entstehungszeit der Zeitraum zwischen 900 und 923 angenommen wird.

## Beschreibung
Auf der Ostseite werden der heilige Antonius und Paulus von Theben, die Apokalypse (?), das Jüngste Gericht, Erzengel Michael mit dem Satan, Anbetung der drei Könige, Moses schlägt Wasser aus dem Felsen, David und Goliath, Adam und Eva mit Kain und Abel dargestellt.
Auf der Westseite sind Moses und Aaron am Berg Sinai, die Kreuzigung Christi, seine Himmelfahrt, der ungläubige Apostel Thomas und Christus in Gethsemane abgebildet.